# Loma Bonita (östra Álamo Temapache kommun)
Loma Bonita är en ort i Mexiko.   Den ligger i kommunen Álamo Temapache och delstaten Veracruz, i den sydöstra delen av landet, 230 km nordost om huvudstaden Mexico City. Loma Bonita ligger 37 meter över havet och antalet invånare är 644.
Terrängen runt Loma Bonita är platt. Runt Loma Bonita är det ganska tätbefolkat, med 65 invånare per kvadratkilometer. Närmaste större samhälle är Temapache, 14,6 km norr om Loma Bonita. Trakten runt Loma Bonita består till största delen av jordbruksmark.